# Groși
Groși (in ungherese Tőkésbánya) è un comune della Romania di 2 474 abitanti, ubicato nel distretto di Maramureș, nella regione storica della Transilvania. 
Il comune è formato dall'unione di 2 villaggi: Groși, Ocoliș, Satu Nou de Jos.
Simbolo del comune è una quercia di circa 300 anni, protetta come un monumento; il simbolo trae origine da una leggenda che vuole che gli abitanti del comune secoli addietro si rifugiassero in un'ampia foresta di querce, situata all'epoca nei pressi dell'abitato, per nascondersi dalle frequenti invasioni di barbari.
Nel comune di Groși si trova il Monastero di Habra, interamente ricostruito nel 1996 sulle rovine di un edificio religioso preesistente.